# Фадеев, Иван Васильевич
Иван Васильевич Фадеев (1923—1977) — старшина Рабоче-крестьянской Красной Армии, участник Великой Отечественной войны, Герой Советского Союза (1943).

## Биография
Родился 23 октября 1923 года в городе Муроме. Окончив пять классов школы, работал учеником токаря на муромском заводе «Станкопатрон». В октябре 1941 года был призван на службу в Рабоче-крестьянскую Красную Армию. С июня 1942 года — на фронтах Великой Отечественной войны.
К сентябрю 1943 года красноармеец Иван Фадеев был автоматчиком разведроты 11-й мотострелковой бригады 10-го танкового корпуса 40-й армии Воронежского фронта. Отличился во время битвы за Днепр. В ночь с 23 на 24 сентября 1943 года Фадеев одним из первых переправился через Днепр в районе хутора Монастырёк (ныне — в черте посёлка Ржищев Кагарлыкского района Киевской области Украинской ССР) и, сняв часового, взял в плен 1 офицера и 3 солдат противника и захватил важные документы. Принимал активное участие в боях за захват и удержание плацдарма на его западном берегу, вместе со своими товарищами уничтожив 3 огневые точки и около 30 солдат и офицеров противника.
Указом Президиума Верховного Совета СССР от 23 октября 1943 года за «успешное форсирование реки Днепр южнее Киева, прочное закрепление плацдарма на западном берегу реки Днепр и проявленные при этом отвагу и геройство» красноармеец Иван Фадеев был удостоен высокого звания Героя Советского Союза с вручением ордена Ленина и медали «Золотая Звезда» за номером 2362.
В феврале 1945 года старшина Иван Фадеев получил тяжёлое ранение и после длительного лечения был демобилизован. Проживал в родном городе и работал на Муромском машиностроительном заводе имени Орджоникидзе, где был сверловщиком, росточником, слесарем, электросварщиком.
Умер 18 января 1977 года, похоронен на Вербовском кладбище Мурома.
Был также награждён рядом медалей. 23 февраля 1984 года у входа в цех № 101 Муромского машиностроительного завода, где он работал, была открыта мемориальная плита, а коллектив завода возбудил перед Муромским горисполкомом ходатайство о переименовании улицы Заводской в улицу имени Фадеева.